# Pterolophia tuberculifera
Pterolophia tuberculifera là một loài bọ cánh cứng trong họ Cerambycidae.